# 京王パスポートクラブ
株式会社京王パスポートクラブ（けいおうパスポートクラブ）は、京王電鉄株式会社（京王）の連結子会社である。京王グループ共通ポイントサービス、京王パスポートカード、銀行代理店に関する業務を行う。かつては「京王チケットサービス」としてプレイガイド事業も行っていた。

## 京王グループ共通ポイントサービス
- 京王グループなどの京王グループ共通ポイントサービスの加盟店（350店舗以上）での買い物等でポイントが貯まるサービスである。利用するには、後述する京王パスポートカードが必要。
- ポイントの残高は、京王百貨店や京王プラザホテルなどにの店頭に設置された「ポイントみ～る」で確認する事が出来る。
- ポイントの利用は、かつては1000ポイントで1000円相当の京王グループ共通ポイント券に引き換える方式のみだったが、2017年7月1日より京王ストア等の一部加盟店で、1ポイント1円換算で加盟店で利用できるようになった。京王グループ共通ポイント券への引換は「ポイントみ～る」で発券する。
- ポイントの有効期限は、カード発行月から1年単位だったが、2009年4月からの制度改定により、カード発行月から2年単位（積立期間終了から1年）となった。
- 会員は、2023年9月27日より住信SBIネット銀行京王NEOBANK支店の口座開設が可能となっている。

## 京王パスポートカード

### 京王パスポート現金専用カード
クレジット機能のないポイントカード。京王パスポートクレジットカードと異なり年会費は無料であるが、発行する際に100円（税込）の手数料がかかる（物理カードを発行せず、京王アプリ内にデジタルカードとして設定する場合は無料）。京王パスポートクレジットカード（提携含む）に移行する場合はポイントの引継ができる。現金または交通系電子マネー以外の支払い方法ではポイントが付与されない。

### 京王パスポートクレジットカード
京王グループ共通ポイントサービスの機能に加えて、クレジットカードの機能を有するカード。京王パスポートクラブが発行するハウスカード、提携するクレジットカード会社（以下「提携会社」）が発行するもの（提携カード）がある。ハウスカードは京王パスポートクラブの加盟店で、提携カードはこれに加えて提携会社の加盟店で利用できる。京王の駅で定期券を買うこともできる。またPASMOのオートチャージにも対応している。現金と共に提示することで、現金払いでもポイント加算される（京王タクシーでの現金払い時は現金専用カードのみポイント加算対象、といった例外あり）。京王プラザホテルが提携会社と提携し、当該提携会社が発行する「エグゼクティブカード」でも、京王パスポートカードの機能を利用できる。
概要は次表の通りである（初年度の年会費はいずれも無料）。
| カードの名称             | 提携カード会社                           | 年会費（税抜） | 備考                                  |
| ------------------------ | ---------------------------------------- | -------------- | ------------------------------------- |
| 京王パスポートカード     | -                                        | 239円          | 募集終了。2020年3月31日サービス終了。 |
| 京王パスポートDCカード   | 三菱UFJニコス                            | 239円          | 入会受付は一時停止中                  |
| 京王パスポートVISAカード | 三井住友トラスト・カード・三井住友カード | 239円          |                                       |
| 京王パスポートJCBカード  | ジェーシービー                           | 239円          |                                       |

ハウスカードは2019年4月1日以降の更新カードの発行を終了し、2020年3月31日までに順次サービスを終了。対象者には京王パスポートVISAカードまたは現金専用カードへの切り替えが案内されていた。